# Altes Schloss Ettmannsdorf

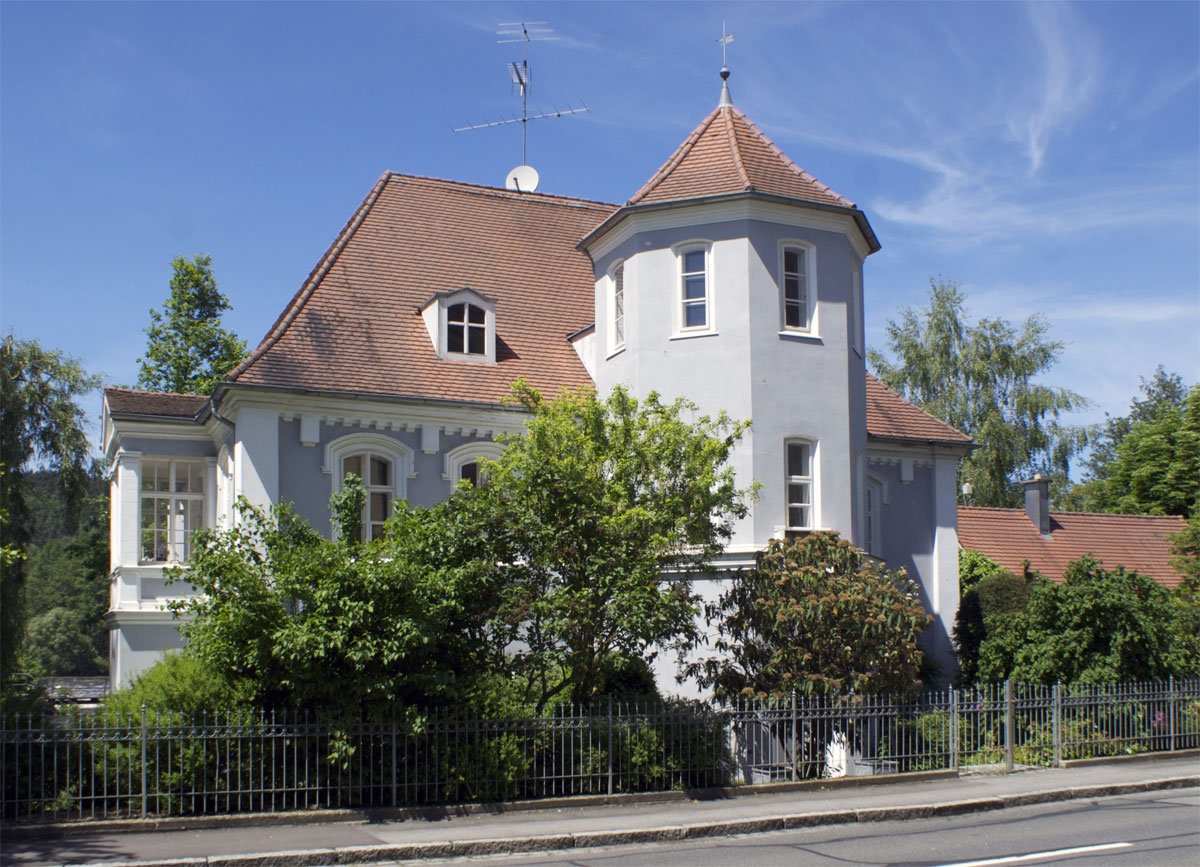
Hammerschloss Ettmannsdorf

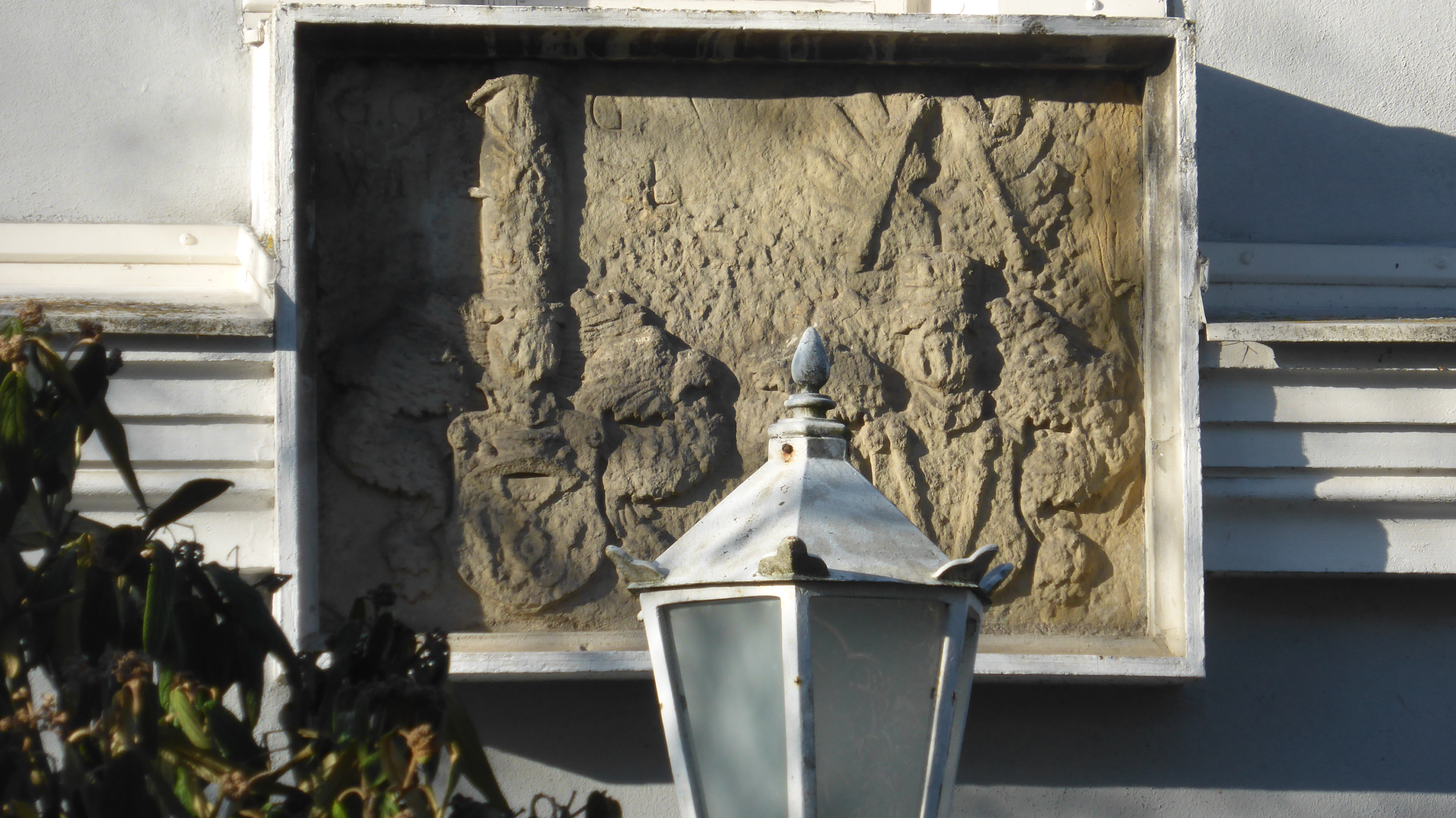
Wappen über dem Eingang zum Hammerschloss Ettmannsdorf

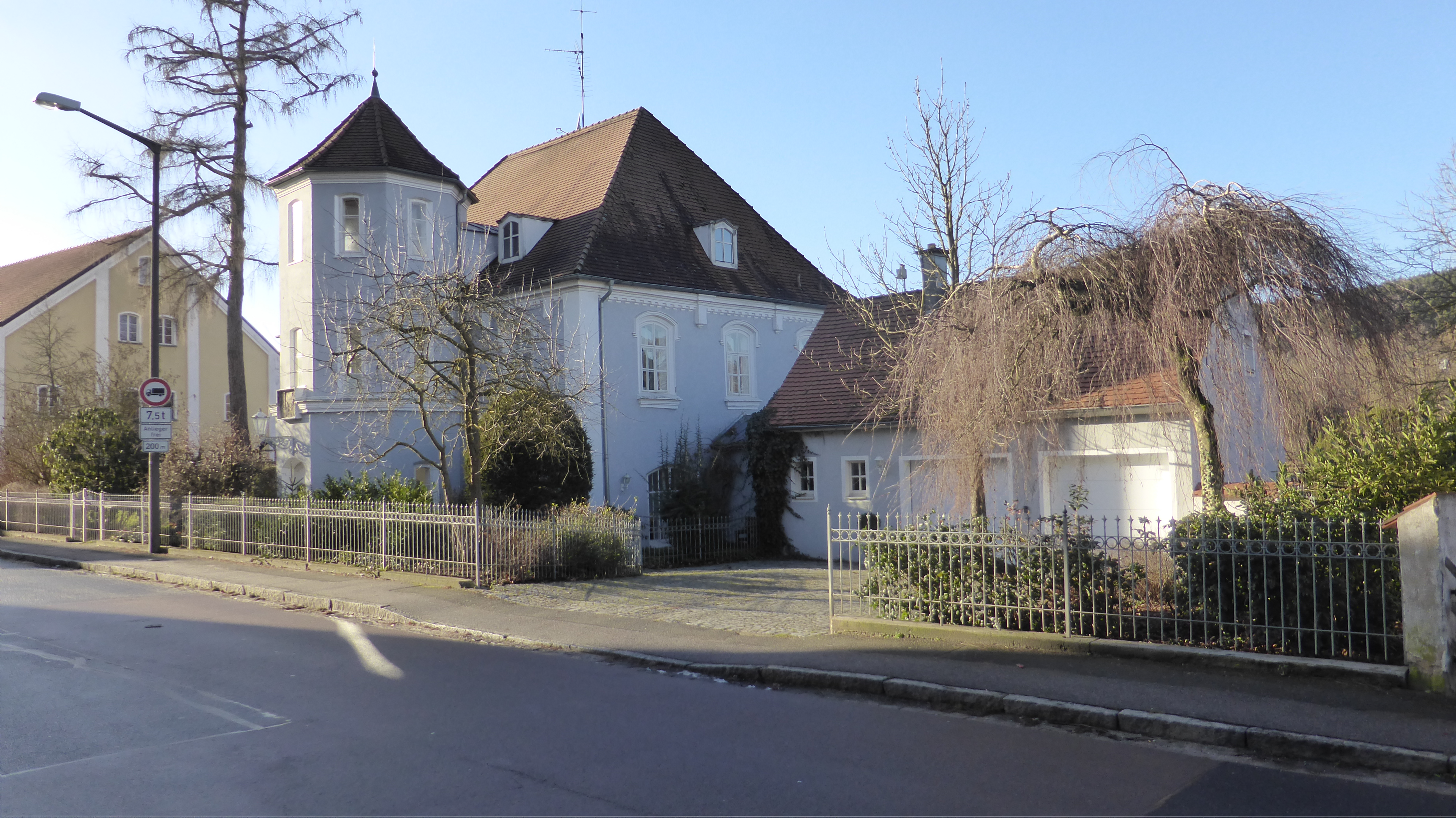
Hammerschloss Ettmannsdorf mit danebenliegendem E-Werk

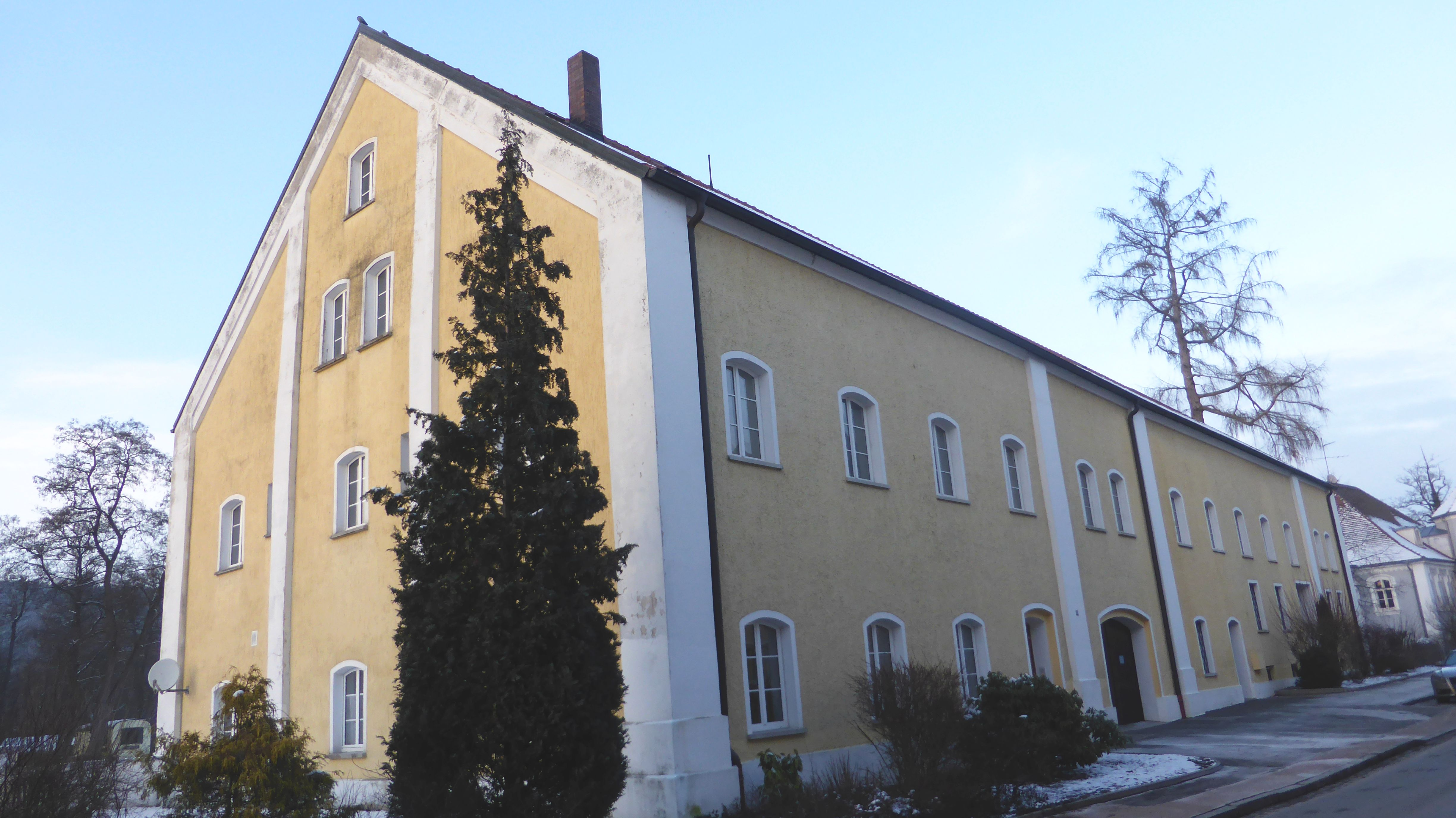
Betriebsgebäude E-Werk

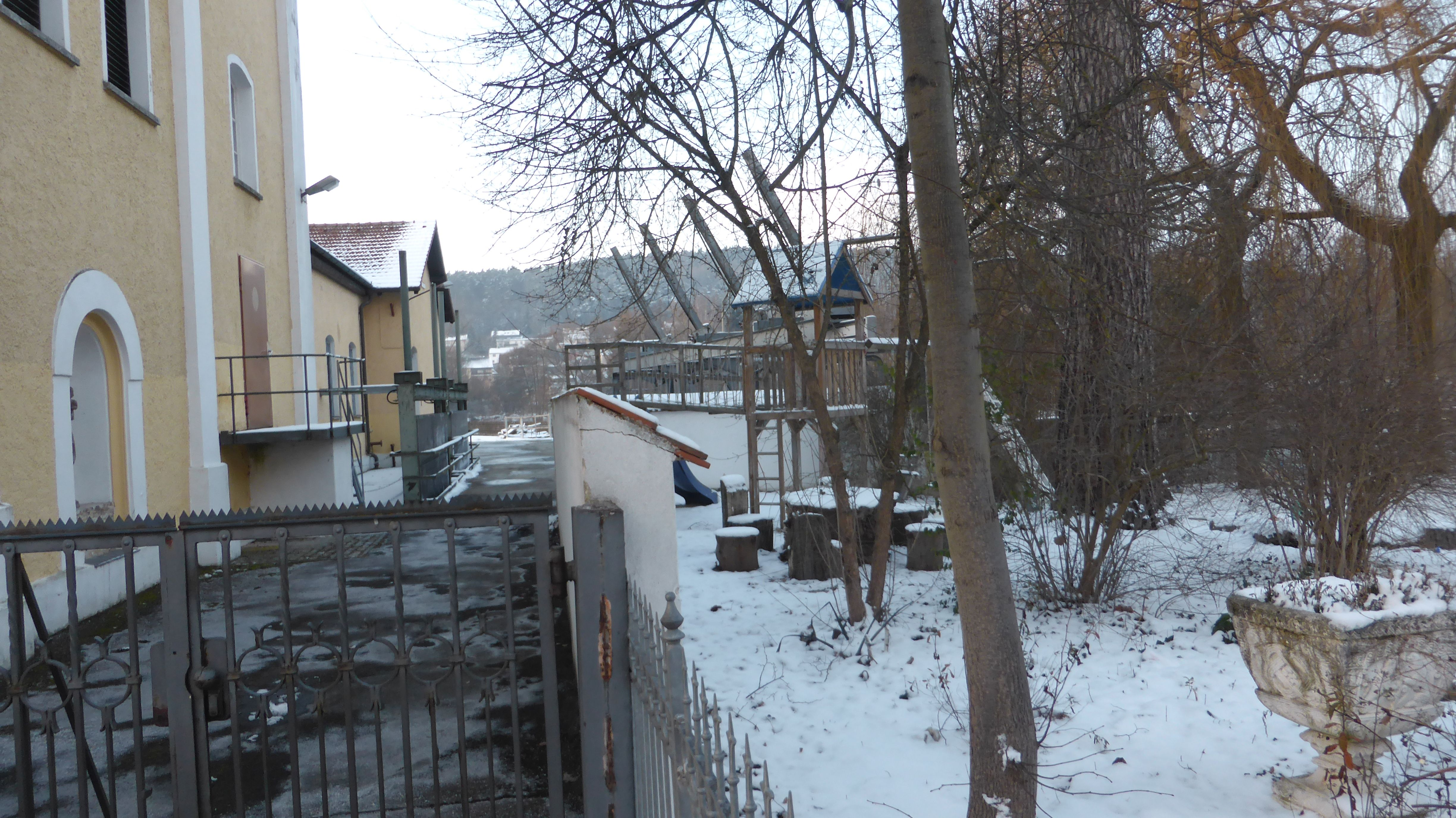
E-Werk beim Hammerschloss

Das Alte Schloss Ettmannsdorf (auch Hammerschloss Ettmannsdorf genannt) ist ein ehemaliges Hammerschloss im heutigen Ortsteil Ettmannsdorf der oberpfälzischen Stadt Schwandorf (Ettmannsdorfer Straße 86). Die Anlage wird als Bodendenkmal unter der Aktennummer D-3-6638-0116 im Bayernatlas als „archäologische Befunde und Funde im Bereich des alten und neuen Schlosses von Ettmannsdorf, darunter die Spuren des zugehörigen Eisenhammers“ geführt. Ebenso ist sie unter der Aktennummer D-3-76-161-36 als denkmalgeschütztes Baudenkmal von Ettmannsdorfverzeichnet.

## Geschichte
Bereits in vorgeschichtlicher Zeit konnte man in Ettmannsdorf über eine Furt die Naab queren. Urkundlich wird Ettmannsdorf erstmals zwischen 1010 und 1020 erwähnt, damals hat der Edle Diethard, als er in das Kloster Sankt Emmeram eintrat, sein Gut Zetmasdorf diesem Regensburger Kloster geschenkt. Ein Heinrich von Ettinesdorf tritt 1135 als Zeuge in einer weiteren Klosterurkunde auf. Im 13. Jahrhundert erhalten die bayerischen Herzöge Abgaben von Ettmannsdorf. Diese werden vom Amt Pettendorf eingezogen, was auf den Übergang der Besitzungen der Herren von Pettendorf-Lengenfeld-Hopfenohe an die Wittelsbacher im Jahre 1119 verweist.
Eine Mühle zu Ettmannsdorf wird vor 1439 erwähnt, wobei man berücksichtigen muss, dass die Wasserkraft auch für den Betrieb von Hammerwerken genutzt werden konnte. In der ersten Hälfte des 15. Jahrhunderts tritt ein Hans Kotz (genannt Wildkotz) auf, der sich von dem Pfalzgraf Johann einen Erbbrief zum Betreiben eines Schienhammers ausstellen ließ. Allerdings kam der Plan nicht zur Ausführung, da es Differenzen mit dem Mühlenbesitzer gab. Aber bereits 1445 kauft Albrecht Frank, verheiratet mit der Schwester Elisabeth des Hans Kotz, dem Müller Cuntz Hofmiller die Mühle ab und errichtet mit Erlaubnis von Christoph III. neben der Mühle einen Schien- und Blechhammer. Am 28. April 1461 ließ sich Albrecht Frank durch die Herzöge Johann und Siegmund erneut einen Hammerbrief ausstellen, der ihm die Wasserrechte bestätigte. Dafür musste er an den Kasten zu Lengenfeld für die Mühle 80 Regensburger Pfennige, für den Schienhammer 10 Schilling und für den Blechhammer 60 Regensburger Pfennige leisten. 1468 erhielt er auch das Recht, aus den Wäldern von Lengenfeld das notwendige Holz zur Herstellung von Holzkohle für den Schmiedebetrieb zu beziehen. Das Erz bezog er aus dem Sulzbacher Erzrevier. Den Ton zur Ausmauerung der Schmelzöfen bezog er vom sogenannten Techelberg. Er war auch Besitzer des Hammers Heringnohe. Frank war mit Barbara Theuerl († 1. September 1471; Epitaph an der Außenwand  der Pfarrkirche St. Marien in Sulzbach von Sulzbach) verheiratet und lebte dort als Ratsherr, Kirchenpfleger und Pfleger des Spitals († 29. September 1480). Als nächster aus dieser Hammerherrenfamilie ist Wilhelm Frank zu erwähnen, der sich auch als Eisenhändler einen Namen machte. Seit 1461 war er mit Ursula Trainer, Tochter des Regensburger Bürgers Erasmus Trainer, verheiratet und ist im gleichen Jahr auch Bürger von Regensburg geworden († 1516, begraben zusammen mit seiner Gattin in der Kirche St. Vitalis von Ettmannsdorf). Wilhelm Frank verstarb erst nach seinem Sohn; ebenso starben vor ihm seine Tochter Elisabeth, verh. Schmidmair, und seine Schwiegersöhne Hans Schmidmair, Lienhard Portner und Hans Schwäbl.
Die Besitzungen des Wilhelm Frank gingen an seine Tochter Anna, verheiratete Schwäbl, über. 1526 übernahmen ihre Söhne Kunz und Hans Schwäbl das Hammerwerk und die Hammergerechtsame. Wegen ihres ausschweifenden Lebens wurde ihnen der Hammer entzogen, später aber wieder zugesprochen. 1526 wird als Hammermeister Jorg Sperber genannt.
Am 17. Januar 1539 wird der Besitz von Hieronymus Zeller, oberster Sekretär von Herzog Ottheinrich, von der Schwäbelschen Witwe Walburga und ihren Erben angekauft. Es wird in dem Kaufbrief explizit von der Hofmark Ettmannsdorf gesprochen. Die hohe Gerichtsbarkeit verblieb beim Landrichter in Burglengenfeld. 1559 wird ihm der Kaufbrief von Herzog Wolfgang von Pfalz Neuburg und Zweibrücken bestätigt. 1552 erscheint Hieronymus von Zeller zu Ettmannsdorf als Landsasse in der Neunburger Landtafel. 1558 trat er mit seinem Blechhammer der Oberpfälzer Hammereinigung bei. Nach seinem Tod († 1566) wurde für seine Kinder ein Vormund bestellt und erst 1570 konnte sein Sohn Joachim Zeller den Besitz übernehmen. Bereits am 25. November 1572 verkauft dieser um 17 000 fl seinen ganzen Besitz an Hanns Neumayer zu Mirskofen und dessen Hausfrau Juliane.
Hanns Neumayer legte am 27. Juni 1573 die Landsassenpflicht ab. Nach dem Tod seiner ersten Frau heiratete er am 6. Mai 1588 Katharina von Sauerzapf, Witwe des Jacob Sauerzapf des Jüngeren von Sulzbach. 1595 übergab er seinen Besitz an Wilhelm Neumayer, der am 30. September 1595 den Landsasseneid ablegte. 1600 erbaute der das neue Hammerschloss, das heute Altes Schloss genannt wird, neben dem Hammerwerk.
Hanns Neumayer verstarb kinderlos Anfang Mai 1622 und ist auch in der Kirche St. Vitalis begraben. Seine Frau wurde als Universalerbin eingesetzt, beträchtliche Legate gingen an das Siechenhaus zu Sulzbach und an seine Geschwister. Die durch Besitzansprüche der Verwandtschaft in Bedrängnis geratene Katharina heiratete den Pfleger von Wetterfeld, Pankratz von der Grün zu Burggrub. Dieser leistete am 1. September 1625 den Lehenseid für Ettmannsdorf. Da dieser evangelisch war und sich gegen die Rekatholisierung wehrte, musste er Burggrub an seinen Vetter Veit Friedrich Sauerzapf verkaufen.
Wegen des Niedergangs während des Dreißigjährigen Krieges kam auch die Eisenproduktion in Ettmannsdorf zum Erliegen. In dieser wüsten Zeit verstarb Pankratz von der Grün, seine Witwe Katharina blieb allein zurück. 1641 wurde Ettmannsdorf durch die Soldaten des schwedischen Feldmarschalls Baner zerstört; auch das Hammerwerk, die Mühle und das Sägewerk wurden „ruiniert“. Katharina von der Grün konnte zu ihrem Schwager Johann Wilhelm Rußwurm von Haselbach fliehen, sie verstarb am 2. Februar 1646. Zu ihrem Erben setzte sie Veit Philipp Sauerzapf von Schönhofen ein. Herzog Wolfgang Wilhelm kaufte das Gut Ettmannsdorf um billiges Geld und gab es am  3. September 1650 dem Schwandorfer Pfleger Hanns Christoph Rußwurm auf Haselbach und seiner Ehefrau Lucia (Schwager der zuvor genannten Katharina). Sein Nachfolger wurde Peter Wenzel von Rußwurm († 1705), Truchseß und Pfleger von Hemau. Er war mit Rosina Sophia, Gräfin von Kreith, verheiratet. Peter Wenzel erbaute 1700 das neue Schloss in Ettmannsdorf, das spätere „Kloster zum guten Hirten“.
Bereits 1681 drängte die Hofkammer von Neuburg auf eine Zinszahlung von dem Hammer. Der Hammerherr Wenzel von Rußwurm bezeichnet das Werk aber als „Ruine und öden Steinhaufen“. Er ließ aber die marode Naabwehr reparieren und gestaltete das Werk zu einem Nagel- und Zainhammer um. Ab dem 1. März 1791 pachtete der Nagelschmied Franz Bauer aus Schwarzenfeld das Hammerwerk. Er versuchte durch verschiedene Neuerungen die Wirtschaftlichkeit des Werkes zu erhalten. Das Werk ist noch 1861 bezeugt, aber es ist von Unrentabilität und Schulden des Pächters die Rede.
Der Hofmarksherr Max von Spiering ließ 1791 in den  Werkshallen eine Glasschmelze und ein Schleif- und Polierwerk für Glas einrichten. Der erste Pächter der Ettmannsdorfer Schleif war Josef Reiner, der Verwalter von Schloss Fronberg. 1864 verkaufte der Hofmarksherr Freiherr von Ziegler das unrentable Werk an die Nürnberger Unternehmer „Julius und Therese Bachtenkirch von Stachelhausen“. Am 6. September 1864 wurde das Werk an Eduard Hahn weiterverkauft, der hier eine moderne Kunstmühle einrichtete. Am 7. August 1873 brannte die Mühe ab, ein Mühlbursche kam dabei ums Leben. Hahn ließ 1874 die Mühle wieder aufbauen (Erdgeschoss und ein Stockwerk). Dem Werk schloss er eine Dampfbäckerei an. Der Betrieb musste wegen mangelnder Wirtschaftlichkeit am 20. November 1894 versteigert werden.
1895 wurde der Besitz von Oskar von Miller, dem bayerischen Pionier der Elektrizitätswirtschaft, aufgekauft. Dazu gehörte das Hammerschloss, die Bäckerei, das Hammerwerksgebäude, die Lohmühle auf der Naabinsel auf der rechten Naabseite gelegen und das Recht zur Nutzung der Wasserkraft. Die Mühle und die Kapelle wurden abgerissen und das Material zur Erhöhung der Wasserwehranlage verwendet. Das E-Werk wurde bis heute immer wieder auf den neuen Stand der Technik gebracht und ist ein profitables Unternehmen.

## Schloss Ettmannsdorf heute
Als Eduard Hahn 1867 die unrentabel gewordene Glasschleife aufkaufte, hatte auch das Hammerschloss gekauft und ließ dieses im Stil des Neoklassizismus umgestalten. Seine Tochter Theresia heiratete am 15. Mai 1888 mit einer prachtvollen Hochzeit den Kronacher Kaufmann Georg Melchior Silbermann. Einige Jahre später musste das Schloss an Oskar von Miller verkauft werden. Es wurden hier Wohnungen für die Mitarbeiter und den Betriebsleiter des E-Werks eingerichtet. 1945 bis 1956 mietete die Gemeinde das Haus und richtete dort die Gemeindekanzlei ein. Die Gemeinde kümmerte sich aber nicht besonders um das Gebäude, das nahe dem Verfall war. 1991 kauften H. Dieter und Sybille Leushacke das Schlösschen und ließen es nach alten Plänen renovieren.
Das Schloss ist ein zweigeschossiger Walmdachbau. Über dem Portal befindet sich ein Wappen mit der Jahreszahl 1600, dieses ist ein Allianzwappen des Wilhelm Neumayr von Ettmannsdorf und der Katharina Sauerzapf. Die Inschrift lautet: G. G. G. W. C. / W. N. Z. ET. / MDC.  (ausgeschrieben: „Gott gib Gnade, Wilhelm, Catharina / Wilhelm Neumayer zu Ettmannsdorf / 1600“). Im Garten befinden sich vier Steinfiguren, welche die Jahreszeiten symbolisieren.
Der Grundriss des Schlosses ist der Renaissance zuzuordnen. Im Erdgeschoss befinden sich ein Kamin und ein Rundbogen aus dem 17. Jahrhundert. Eine Säule stützt mindestens ein Drittel der Last des Hauses. Das Kreuzgratgewölbe ist noch erhalten und, wurde nur durch den Einbau einer Treppe unterbrochen. Die Fenster wurden im 19. Jahrhundert verändert. Das Gebäude ist durch einen vorspringenden fünfeckigen Turm auf der Straßenseite gekennzeichnet. Hier stand früher ein achteckiger Turm; dieser musste in den 1950er-Jahren wegen Baufälligkeit abgerissen werden, wurde aber bei der Sanierung 1991 in der heutigen Form wieder errichtet. An einer der dreiachsigen Seiten befindet sich eine überdachte Loggia. Die fünfachsige Ostseite ist durch Seitenrisalite und Fensterlaibungen reich gegliedert. Fassade und Farbe des Schlosses entsprechen der Gestaltung von 1890.
Das ehemalige Schloss befindet sich weiterhin in Privatbesitz und kann nur von außen besichtigt werden.